# Signore di Llangollen

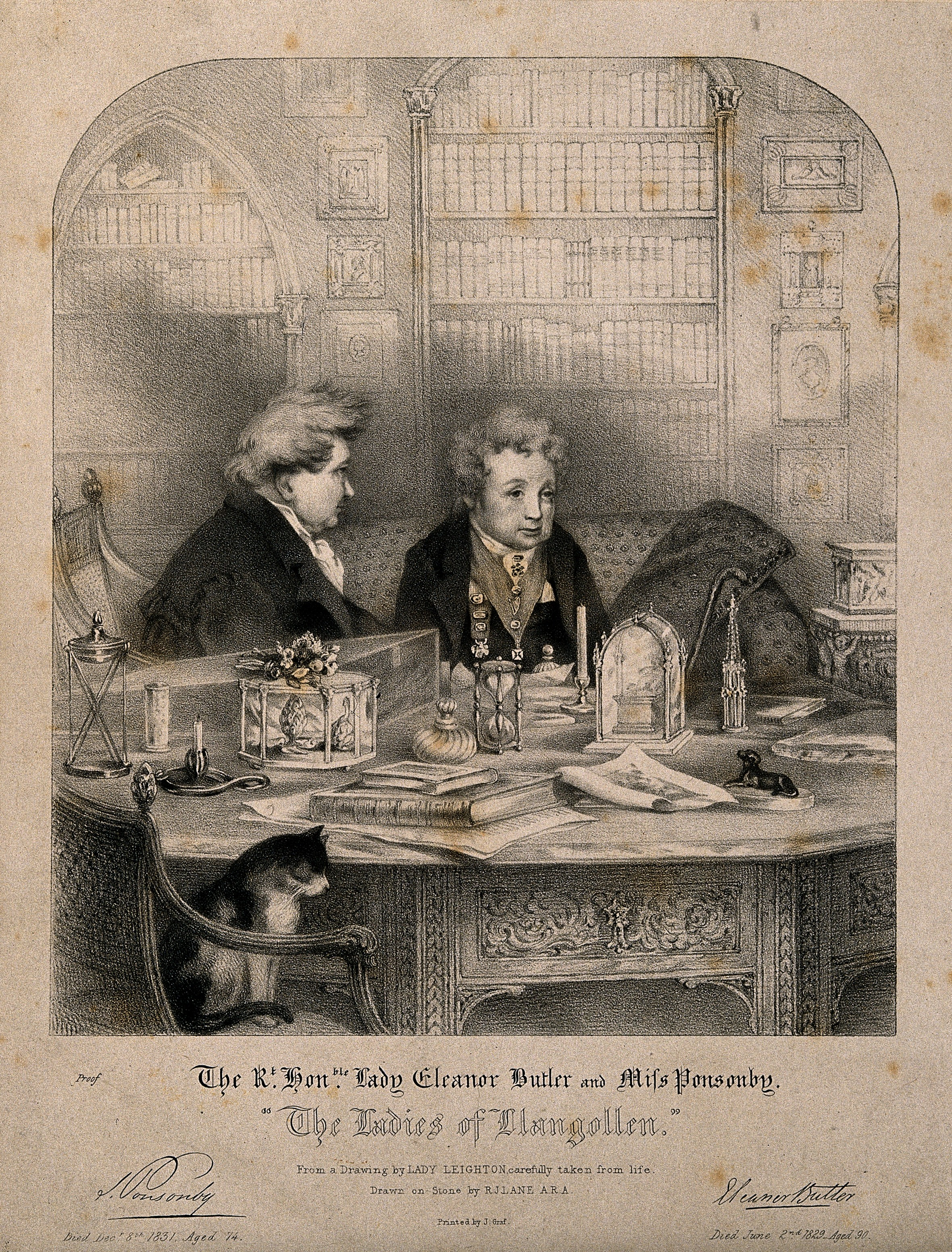
Lady Eleanor Butler e Miss Sarah Ponsonby, le cosiddette "signore di Llangollen".

Con il termine signore di Llangollen o dame di Llangollen (in inglese: Ladies of Llangollen) si fa riferimento a due donne irlandesi vissute tra il XVIII e il XIX secolo, Lady Eleanor Butler (1739–1829) e Miss Sarah Ponsonby (1755–1831), che fuggirono dal proprio Paese a causa della loro relazione sentimentale osteggiata dalle rispettive famiglie per rifugiarsi in Galles, segnatamente a Plas Newydd, una residenza di Llangollen, dove vissero tra il 1780 e il 1829 (anno di morte della Butler) assieme alla loro cameriera, Mary Carryl, indossando spesso abiti maschili. Oltre che per la loro relazione omosessuale, divennero note anche per la loro intensa vita sociale, che comprendeva frequentazioni con personaggi celebri quali Sir Walter Scott, William Wordsworth, Anna Seward, Josiah Wedgwood e il duca di Wellington, e per le loro relazioni epistolari, che annoveravano la regina Carlotta, Lord Byron e Mary Shelley.

## Biografie

### Eleanor Butler
Eleanor Charlotte Butler nacque a Cambrai, in Francia, nel 1738 o 1739. Era la figlia più giovane di Walter Bulter, conte di Ormonde, e di Eleanor de Montmorency Morres, proprietari del castello di Kilkenny.
Fu educata nel monastero benedettino di Nostra Signora della Consolazione a Cambrai, prima di fare ritorno in Irlanda, dove proseguì i propri studi.
A differenza dei suoi fratelli e sorelle, che contrassero matrimoni vantaggiosi, non mostrava particolare inclinazione verso questo vincolo e a 39 anni era ancora nubile.

### Sarah Ponsonby
Sarah Ponsonby nacque nel 1755 ed era figlia di Chambre Brabazon Ponsonby e di Louisa Lyons. Rimasta presto orfana di entrambi i genitori (la madre morì infatti nel 1758, quando lei aveva appena tre anni, mentre il padre morì nel 1762, quando lei aveva 7 anni), fu adottata dalla prima cugina del padre, Lady Betty Fownes, e dal marito di quest'ultima, Sir William Fownes.
Fu educata presso la Miss Parke's School di Kilkenny.

## Vicende

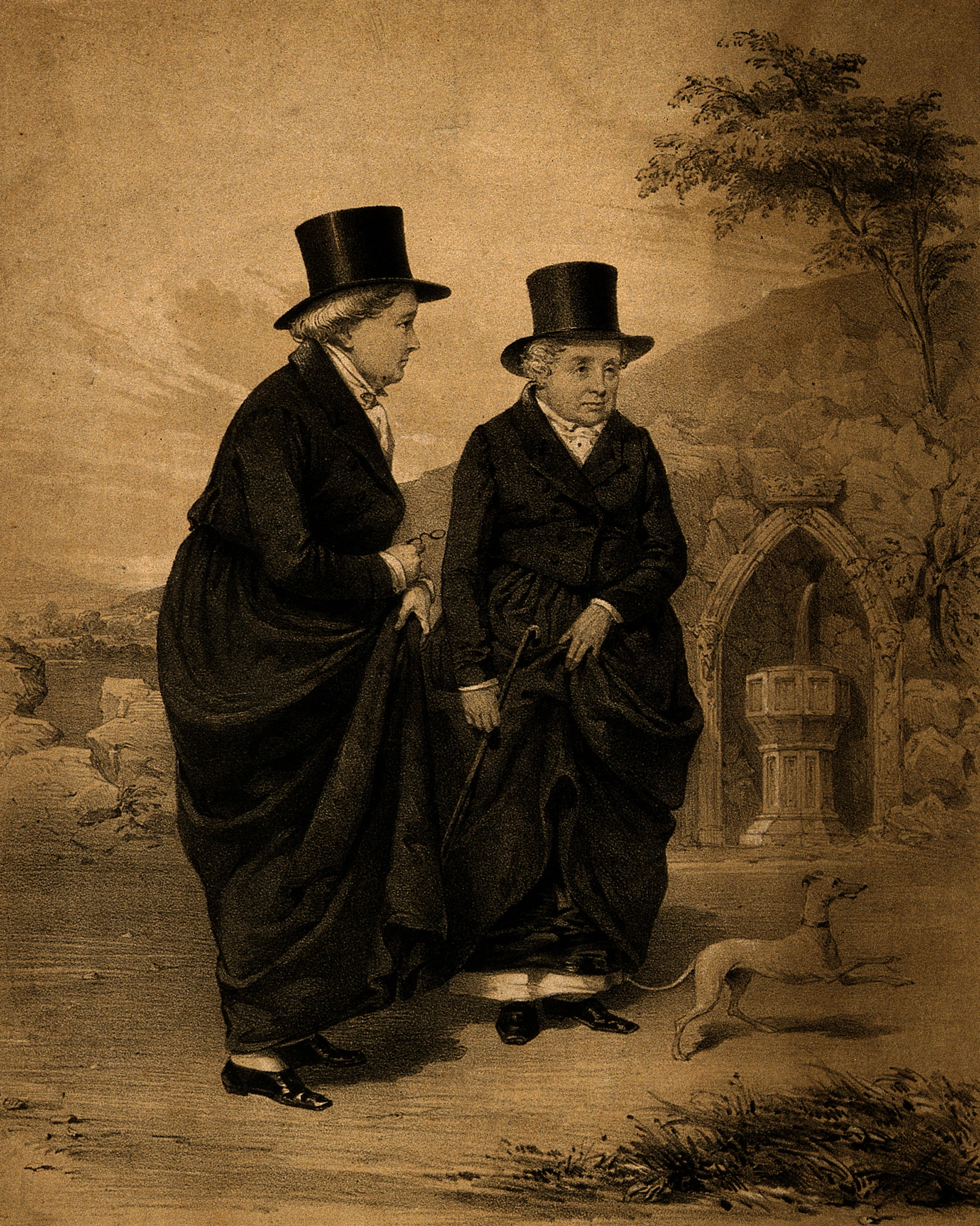
Altra raffigurazione delle signore di Llangollen.

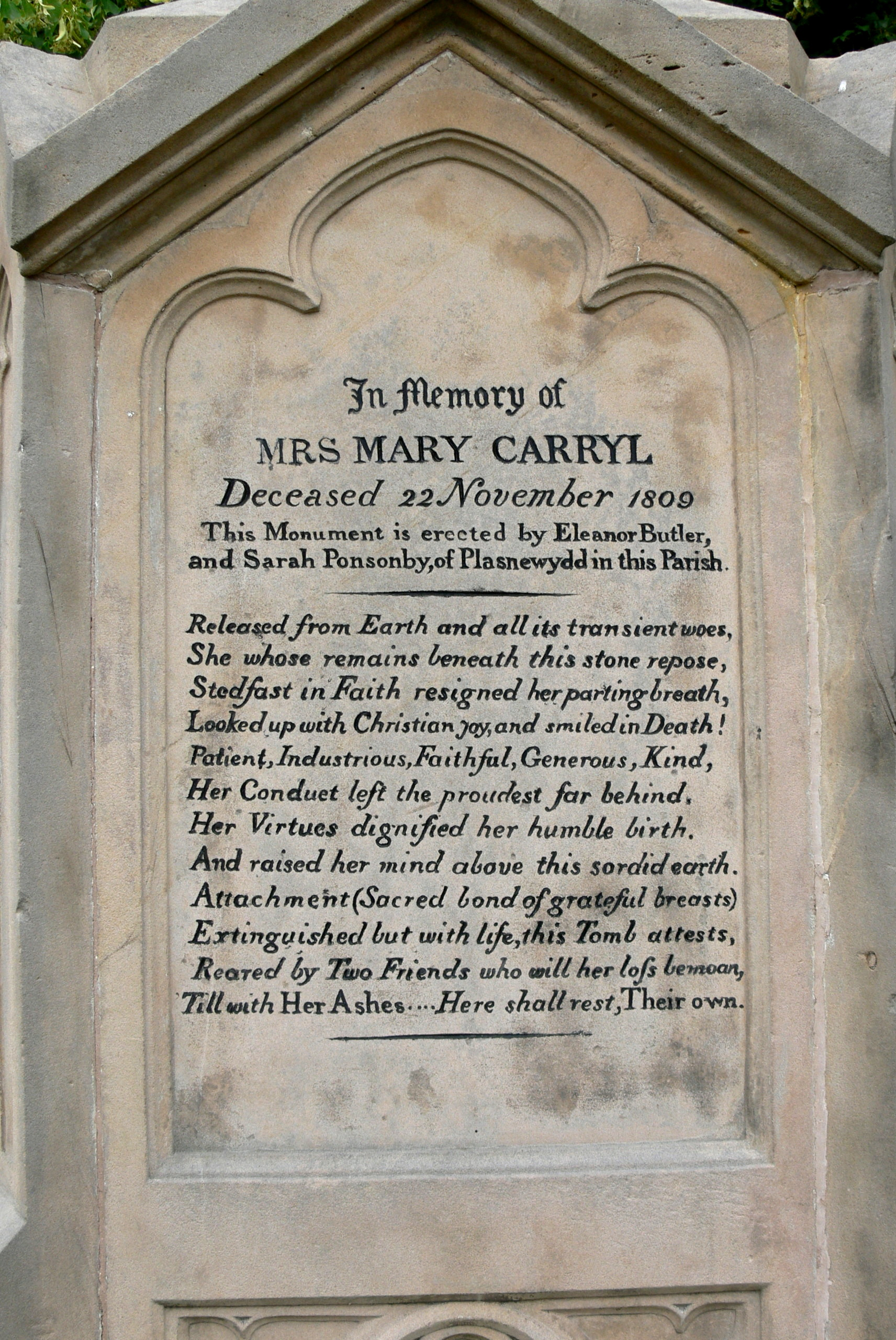
Monumento in memoria di Mary Carryl, la cameriera delle "signore di Llangollen", eretto nella chiesa di San Collen a Llangollen.

Nonostante vivessero a circa 20 miglia di distanza l'una dall'altra (Eleanor Butler abitava al castello di Kilkenny e Sarah Ponsonby a Woodstock), la Butler e la Ponsonby si conobbero quando avevano rispettivamente 29 e 13 anni, ovvero mentre la Ponsonby stava frequentando la scuola a Kilkenny. Dopo essersi conosciute, tra loro iniziò un'intensa relazione epistolare.
In seguito dopo che la giovane Ponsonby aveva subito delle avances dal suo tutore, Sir William Fownes, un uomo di mezza età, che le aveva proposto di sposarla, e che alla Butler era stato paventato un ritorno al convento di Cambrai dove aveva studiato da ragazza, nel 1778 le due pianificarono una fuga insieme verso l'Inghilterra.
In un primo tempo, per non essere scoperte dalle proprie famiglie, si travestirono da uomini armati di pistola. La fuga però fallì e le due vennero subito rintracciate.
In seguito, la Butler progettò una nuova fuga con la Ponsonby: ad aiutarle fu Mary Carryl, che in seguito divenne la loro cameriera. Stavolta, le rispettive famiglie decisero di non osteggiare la fuga delle due, lasciando loro anche una rendita.
Le due iniziarono il proprio viaggio il 9 maggio 1778 con l'intento di raggiungere l'Inghilterra. Dopo essere sbarcate a Milford Haven, in Galles, iniziarono però un giro del Galles settentrionale che le fece innamorare della zona, tanto da decidere di rimanervi: il loro girovagare durò circa 6 settimane.
Una volta stabilitesi a Llangollen, la Butler e la Ponsonby si dedicarono - così si racconta - «all’amicizia, al nubilato e a fare la calza». Si dedicavano inoltre alle passeggiate e alle gite in bicicletta.
Le due donne divennero note anche per il loro taglio corto di capelli e per gli abiti maschili che solevano indossare. Si rivolgevano l'una verso l'altra chiamandosi "la mia amata" o "la mia metà".
Nel 1790, apparve un articolo a loro dedicato sul General Evening Post, articolo che sottolineava la loro eleganza, il loro gusto e la loro pulizia. Inoltre, si diceva di Eleanor Butler che "vestiva come una cavallerizza", mentre Sarah Ponsonby veniva descritta come "graziosa" e "femminile".
Assieme a loro visse fino alla sua morte la cameriera, Mary Carryl, soprannominata "Mary the Bruiser", ovvero "Mary la prepotente". Dopo la sua morte, fu sepolta nel cimitero della chiesa di San Collen di Llangollen, dove la Butler e la Ponsonby fecero erigere un grande monumento in sua memoria.
Lady Eleanor Butler morì nel giugno del 1829, all'età di 90 anni. Due anni dopo morì, all'età di 76 anni, anche Miss Sarah Ponsonby.

## Plas Newydd, la dimora delle signore di Llangollen

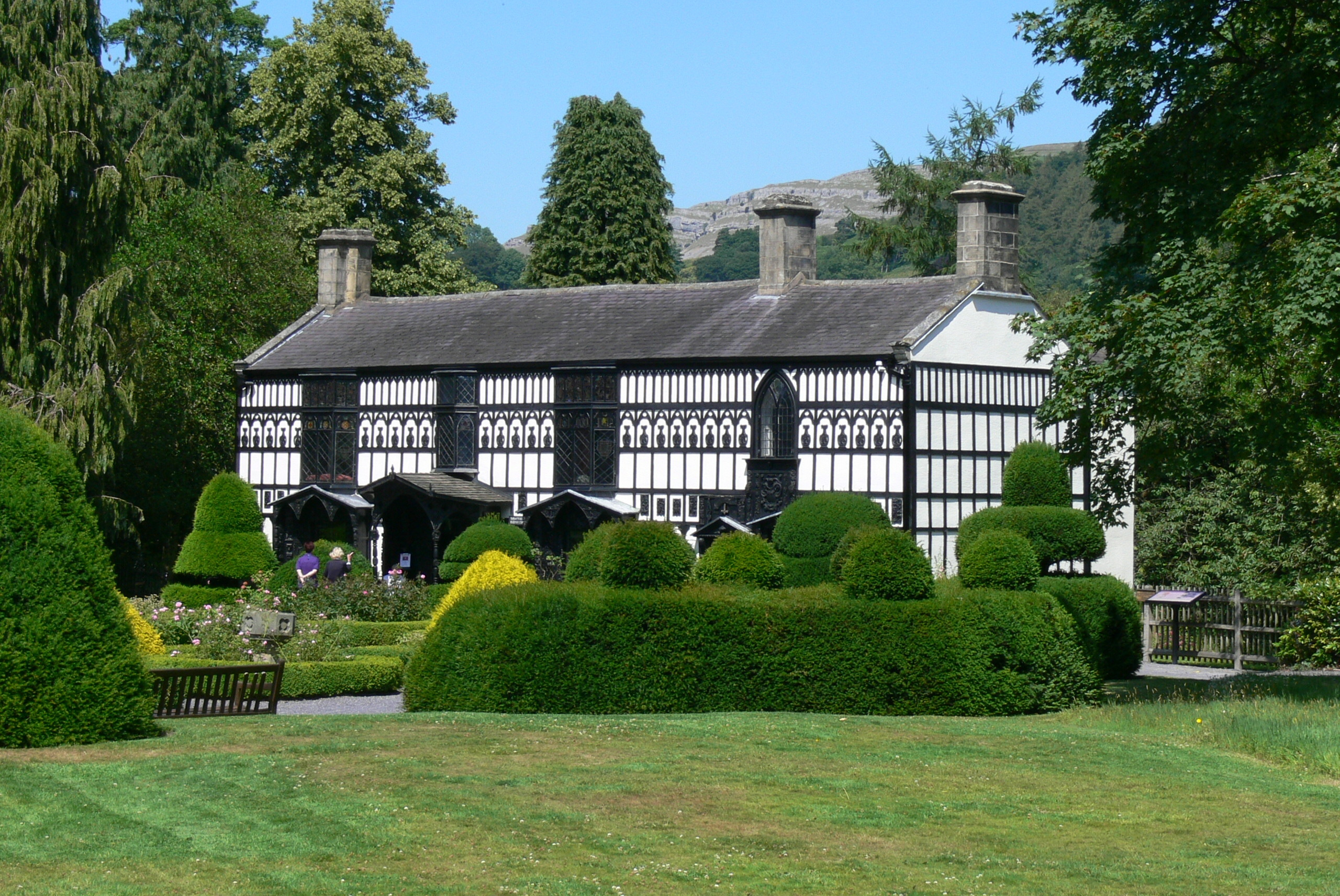
Plas Newydd, a Llangollen, la residenza delle signore di Llangollen.

Plas Newydd ("Palazzo Nuovo"), la residenza dove vissero le "signore di Llangollen", è un edificio in stile gotico e Tudor con rivestimenti in legno di quercia ed è dotato di cinque stanze con mobili in stile elisabettiano e giacobiano e circondato da giardini all'italiana.

## Le signore di Llangollen nella cultura di massa

### Letteratura
- Alle signore di Llangollen furono dedicati dei versi da William Wordsworth che descrisse Eleanor Butler e Sarah Ponsonby come «"sorelle innamorate, di un amore cui è concesso scalare […] vette che vanno oltre i confini del tempo».[3]